# Eyralpenus scioana
Eyralpenus scioana är en fjärilsart som beskrevs av Charles Oberthür 1880. Eyralpenus scioana ingår i släktet Eyralpenus och familjen björnspinnare. Inga underarter finns listade i Catalogue of Life.